# CLNS1A
CLNS1A (англ. Chloride nucleotide-sensitive channel 1A) – білок, який кодується однойменним геном, розташованим у людей на короткому плечі 11-ї хромосоми. Довжина поліпептидного ланцюга білка становить 237 амінокислот, а молекулярна маса — 26 215.
| 10         |  | 20         |  | 30         |  | 40         |  | 50         |
| ---------- |  | ---------- |  | ---------- |  | ---------- |  | ---------- |
| MSFLKSFPPP |  | GPAEGLLRQQ |  | PDTEAVLNGK |  | GLGTGTLYIA |  | ESRLSWLDGS |
| GLGFSLEYPT |  | ISLHALSRDR |  | SDCLGEHLYV |  | MVNAKFEEES |  | KEPVADEEEE |
| DSDDDVEPIT |  | EFRFVPSDKS |  | ALEAMFTAMC |  | ECQALHPDPE |  | DEDSDDYDGE |
| EYDVEAHEQG |  | QGDIPTFYTY |  | EEGLSHLTAE |  | GQATLERLEG |  | MLSQSVSSQY |
| NMAGVRTEDS |  | IRDYEDGMEV |  | DTTPTVAGQF |  | EDADVDH    |  |            |

A: Аланін

C: Цистеїн

D: Аспарагінова кислота

E: Глутамінова кислота

F: Фенілаланін

G: Гліцин

H: Гістидин

I: Ізолейцин

K: Лізин

L: Лейцин

M: Метіонін

N: Аспарагін

P: Пролін

Q: Глутамін

R: Аргінін

S: Серин

T: Треонін

V: Валін

W: Триптофан

Кодований геном білок за функцією належить до фосфопротеїнів. 
Задіяний у такому біологічному процесі, як ацетилювання. 
Локалізований у цитоплазмі, цитоскелеті, ядрі.